# Distrito Escolar Unificado del Valle Conejo
El Distrito Escolar Unificado del Valle Conejo (Conejo Valley Unified School District o CVUSD) es un distrito escolar del Condado de Ventura, California. Tiene su sede en Thousand Oaks.
Se estableció en el 1 de julio de 1974. Gestiona 17 escuelas primarias, cinco escuelas medias, tres escuelas preparatorias (high schools) comprehensivas, y dos escuelas preparatorias alternativas. A partir de 2016 tenía 21.000 estudiantes.